# Jonathan (strip)
Jonathan is een Zwitserse stripreeks met Cosey (echte naam Bernard Cosendai), als schrijver en tekenaar. Het eerste verhaal verscheen in 1975 in het tijdschrift Tintin/Kuifje. Jonathan verscheen tot 1986 in Tintin/Kuifje, waarna er elf jaar geen nieuwe verhalen verschenen. In 1997 hervatte Cosey de reeks.

## Albums
Alle albums zijn geschreven en getekend door Bernard Cosendai.
| Nummer | Titel                                 | Uitgever(s)                                    |
| ------ | ------------------------------------- | ---------------------------------------------- |
| 1      | Weet je nog, Jonathan...              | Carlsen Verlag, Uitgeverij Helmond, Le Lombard |
| 2      | En de bergen zullen voor je zingen    | Carlsen Verlag, Uitgeverij Helmond, Le Lombard |
| 3      | Blootvoets onder de rododendrons      | Uitgeverij Helmond, Le Lombard                 |
| 4      | De wieg van Bodhisattva               | Le Lombard                                     |
| 5      | De blauwe verte tussen de wolken      | Carlsen Verlag, Le Lombard                     |
| 6      | Douniacha, lang geleden...            | Le Lombard                                     |
| 7      | Kate                                  | Carlsen Verlag, Le Lombard                     |
| 8      | Het voorrecht van de slang            | Carlsen Verlag, Le Lombard                     |
| 9      | Neal en Sylvester                     | Carlsen Verlag, Le Lombard                     |
| 10     | Oom Howard is terug                   | Carlsen Verlag, Le Lombard                     |
| 11     | Greyshore Island                      | Carlsen Verlag, Le Lombard                     |
| 12     | Hij die de rivieren naar de zee leidt | Le Lombard, Salleck Publication                |
| 13     | De smaak van de Songrong              | Le Lombard, Salleck Publication                |
| 14     | Zij of tienduizend vuurvliegjes       | Le Lombard                                     |
| 15     | Atsuko                                | Le Lombard                                     |
| 16     | Zij Die Was                           | Le Lombard                                     |
| 17     | De Weg Naar Yeshe                     | Le Lombard                                     |